# ホスピタリティオペレーションズ
株式会社ホスピタリティオペレーションズ（英: K.K. Hospitality Operations）は、東京都千代田区神田錦町に本社を置くホテル運営会社である。日本全国でスマイルホテルなどを展開している。

## 沿革
- 2005年（平成17年）7月22日 - 会社設立。

## 事業内容
ホテル運営、リゾート運営、レストラン運営、運営コンサルティング、太陽光発電

## 関連会社
- ホテル - フェニクシスマネージメント株式会社、株式会社アーリートラベル、国際ホテル株式会社
- ホテル・スキー場 - 株式会社スマイルリゾート、株式会社六日町リゾート、株式会社舞子リゾート
- スキー場 - 二王子観光開発株式会社
- 障がい者スキースクール - NPO法人ネージュ
- ゴルフ場 - 株式会社那須カントリークラブ
- たこ焼き・クレープ - 株式会社笑たこ
- ポイントカード事業 - 株式会社Aカードホテルシステム
- 株式会社空のはね